# Koperstaartamazilia
De koperstaartamazilia (Saucerottia cupreicauda synoniem: Amazilia cupreicauda) is een vogel uit de familie Trochilidae (kolibries). Deze kolibrie werd in 1884 door Osbert Salvin en Frederick DuCane Godman als soort beschreven, maar later als ondersoort beschouwd van de groenbuikamazilia. 

## Verspreiding en leefgebied
Deze soort komt voor in Colombia en westelijk Venezuela en telt vier ondersoorten:
- S. c. duidae: Cerro Duida (zuidelijk Venezuela).
- S. c. cupreicauda: de tepuis van zuidelijk Venezuela, westelijk Guyana en Roraima (noordelijk-central Brazilië).
- S. c. laireti: Sierra de Unturán en Pico da Neblina (tepuis van zuidelijk Venezuela).
- S. c. pacaraimae: Sierra de Pacaraima (bergen van zuidelijk Venezuela).